# Parco nazionale del bacino del Ciad
Il parco nazionale del bacino del Ciad si trova nella Nigeria nord-orientale e copre un'area di 2 258 km² negli stati di Yobe e Borno. Comprende tre aree protette geograficamente separate, il settore di Chingurmi-Duguma, la zona umida di Bade-Nguru e il settore di Bulatura, che includono diversi biotopi del bacino del Ciad, da ambienti umidi ad aree semi-aride e aride.

## Il settore di Chingurmi-Duguma
La zona del parco nazionale situata nello stato del Borno copre un'area di 1 228 km² e si trova al confine con il Camerun, vicino al parco nazionale di Waza. La vegetazione è quella nota come «savana sudanese occidentale», che sfuma verso la «savana ad acacia del Sahel» nel nord del parco. Le specie arboree predominanti sono l'acacia, il pomo di Sodoma (Calotropis procera), l'Anogeissus leiocarpus, il dattero del deserto (Balanites aegyptiaca) e la Sterculia setigera.
L'area è attraversata dal fiume Dorma, che scorre stagionalmente e durante la stagione delle piogge inonda una vasta area formando la zona umida di Kutila Fadama. Gli alberi più comuni in questo biotopo appartengono alla specie Mitragyna inermis.
Questa zona del parco nazionale è quella che ospita i mammiferi di maggiori dimensioni, come la gazzella dalla fronte rossa (Eudorcas rufifrons), l'elefante africano (Loxodonta africana) e, durante la stagione delle piogge, la giraffa (Giraffa camelopardalis), considerata estinta nel resto della Nigeria.

## La zona umida di Bade-Nguru
Situata nella zona umida di Hadejia-Nguru, questa zona copre un'area di 928 km², formata dai fiumi Hadejia e Jama’are nello stato di Yobe. Il nucleo centrale di quest'area protetta è il Santuario degli uccelli acquatici di Dagona, intorno al lago Nguru.
La zona umida di Bade-Nguru si trova nella fascia vegetativa della savana ad acacia del Sahel e presenta precipitazioni annue con valori compresi tra 200 e 600 mm. In essa si trovano tre tipi principali di vegetazione. Il primo è la savana arbustiva, che si estende nelle zone più alte. Il secondo è noto come tudu, si estende sui terreni sabbiosi ed è caratterizzato da un gran numero di stagni. Le specie arboree predominanti sono l'anabaum (Acacia albida), varie specie di Ziziphus, il dattero del deserto (Balanites aegyptiaca), il tamarindo (Tamarindus indica) e il baobab africano (Adansonia digitata). Nel sottobosco si trovano piante erbacee quali Cenchrus biflorus, alcune specie di Andropogon e Vetiveria nigritana. Sulle sponde dei fiumi si estendono foreste a galleria, localmente denominate foreste kumri. Queste consistono principalmente delle specie arboree Khaya senegalensis, Mitragyna inermis e Diospyros mespiliformis. In alcune aree, le foreste kumri sono state sostituite da piantagioni di mango (Mangifera indica) e guava (Psidium guajava). Il terzo tipo di vegetazione si estende nelle pianure alluvionali ed è chiamato localmente fadama. Qui le principali specie arboree sono l'Acacia nilotica e la palma dum (Hyphaene thebaica). Tra le grandi erbe sparse nelle pianure alluvionali, le specie dominanti appartengono ai generi Echinochloa e Oryza, mentre nelle zone più secche del fadama prevalgono altre piante erbacee, quali Dactyloctenium aegyptium e varie specie di Setaria e Cyperus. Le altissime Typha domingensis e Mimosa pigra crescono sulle sponde dei laghi.
La grande importanza internazionale di questa parte del parco nazionale è stata sottolineata dalle visite degli ambasciatori del WWF Bernardo dei Paesi Bassi e Filippo duca di Edimburgo nel 1987 e Carlo principe del Galles e Lady Diana nel 1990. I 1 010,95 km² della Baturiya Wetlands Game Reserve e i 581 km² del complesso del lago Nguru e del canale di Marma sono stati aggiunti all'elenco delle zone umide internazionali della Convenzione di Ramsar nel 2008.

## Il settore di Bulatura
Questa zona del parco nazionale si trova al confine con lo stato del Niger e copre un'area di 92 km². È una zona desertica coperta da dune di sabbia e oasi, che ne fanno un biotopo unico in Nigeria.

## Proposta di ingrandimento
Nel 1999, il governo dello stato di Borno prese in considerazione di integrare nel parco nazionale la Sambisa Game Reserve, ma questo progetto non è mai stato pienamente attuato. La Sambisa Game Reserve è sì gestita amministrativamente dal parco nazionale, ma non ne fa parte legalmente.